# Narai
Narai il Grande (in thailandese สมเด็จพระนารายณ์มหาราช, Somdet Phra Narai Maharat;  [sǒmdèt pʰráʔ nāːrāːj māhǎːrâːt] ), conosciuto anche come Ramathibodi III (in thailandese รามาธิบดีที่ ๓ ) o Ramathibodi Si Sanphet (in thailandese รามาธิบดีศรีสรรเพชญ ) (16 febbraio 1632 – Lopburi, 11 luglio 1688) è stato dal 1656 al 1688 il 28º sovrano del Regno di Ayutthaya, fondato nel 1350 da Ramathibodi I nei territori dell'odierna Thailandia.
Fu uno dei grandi re del Paese, sviluppando con successo gli scambi commerciali e diplomatici con l'Occidente. Ayutthaya divenne un crocevia del commercio internazionale, in particolare gli scambi con persiani e francesi contribuirono ad arricchire il regno. Promosse anche le arti e accolse a corte un gran numero di importanti scrittori e poeti in un periodo dorato per la letteratura siamese.

## Regno del padre Prasat Thong
Narai fu il nipote e successore di re Si Suthammaracha, nonché figlio di re Prasat Thong, il quale nel 1629 aveva usurpato il trono di Ayutthaya ed era stato il capo-stipite della dinastia che porta il suo nome. Il XVII secolo fu un periodo di grande splendore per Ayutthaya, e durante il regno di Prasat Thong fu rinnovata e ampliata la già fitta rete di commerci soprattutto con Cina, India, Persia e, in misura minore, con il Giappone. Il re si avvalse in questo campo della collaborazione con la Compagnia olandese delle Indie orientali (in olandese Vereenigde Geoctroyeerde Oostindische Compagnie, abbreviato in VOC) , che compensò il deterioramento dei rapporti con i britannici e i portoghesi avvenuto negli anni precedenti e garantì anche appoggio militare.
Secondo un'antica tradizione del regno, alla morte del re il trono passava al figlio maggiore o al fratello più anziano rimasto in vita. Nelle successioni dei sovrani di Ayutthaya del XVII e XVIII secolo, frequenti furono i casi in cui il figlio e il fratello del re si contesero il trono con atti sanguinari. Alcune fonti sostengono che Prasat Thong volesse come successore sul trono uno dei propri figli e che dal 1644 avesse confinato il fratello Si Suthammaracha e i nobili della sua cerchia a Phitsanulok per impedirgli di prendere il potere con un colpo di Stato. Mentre Narai era nato durante il regno del padre da una consorte di rango elevato, figlia del vecchio re Songtham, Chai era nato prima che Prasat Thong salisse al trono e la madre era di rango minore. Un'altra fonte riporta che Si Suthammaracha fosse invece stato nominato da Prasat Thong suo successore con il titolo di uparat e che si aspettasse quindi di diventare re.

## Brevi regni del fratello Chai e dello zio Si Suthammaracha
Stabilire quale dei pretendenti avesse più diritti alla corona del Siam dopo la morte di Prasat Thong è oggetto di controversia. Secondo lo storico David K. Wyatt, il fratello maggiore di Narai, principe Chai, era salito al trono alla morte del padre Prasat Thong nell'agosto 1656, impadronendosi del palazzo reale alla guida dei propri soldati, e regnò per pochi giorni, anche se fonti legate alla monarchia siamese sostengono che fosse invece rimasto sul trono per nove mesi, mentre una delle Cronache di Ayutthaya riporta come la sua destituzione fosse avvenuta dopo un solo giorno.
Chai fu assassinato con un complotto organizzato dai suoi successori, lo zio Si Suthammaracha e il fratello minore Narai, i quali occuparono il palazzo reale con le loro truppe e lo catturarono. Come molti altri re e membri della casa reale di Ayutthaya, Chai fu portato e assassinato al Wat Khok Phraya, alla periferia nord della capitale. Secondo questa antica tradizione, i membri della famiglia reale non potevano essere toccati e il loro sangue non poteva essere versato, di conseguenza venivano messi in un sacco di velluto e bastonati a morte con legno di sandalo. Assieme a Chai furono uccisi quasi tutti i nobili della sua corte che gli erano fedeli.
Gli succedette sul trono Si Suthammaracha con il nome regale Sanphet VII e nominò uparat l'altro nipote Narai che lo aveva aiutato a destituire e sopprimere Chai. Secondo fonti difficilmente verificabili, poco dopo la sua ascesa al trono Si Suthammaracha insidiò la nipote Phra Ratcha Kanlayani, sorella minore di Chai e Narai, la quale riuscì a fuggire e informò il fratello dell'accaduto. Narai si infuriò, radunò le proprie guardie ed attaccò il palazzo reale. Al termine di una cruenta battaglia, Si Suthammaracha rimase ferito ma riuscì a mettersi in salvo nel Palazzo Dietro, la residenza del viceré. Subì la stessa sorte di Chai, fu inseguito, catturato e bastonato a morte il 27 ottobre del 1656 nel Wat Khok Phraya. Anche nel suo caso i nobili che lo appoggiarono furono quasi tutti uccisi. Wyatt sostiene che tra l'ascesa al trono di Chai e quella di Narai fossero passate circa 10 settimane.

## Regno

### Ascesa al trono
Nelle lotte contro il fratello e lo zio, Narai fu aiutato da dignitari presenti alla corte di Ayutthaya siamesi, giapponesi e persiani, nonché da malesi del Sultanato di Pattani. Salì al trono nell'ottobre del 1656 e il suo regno fu caratterizzato dalle influenze straniere a corte. Uno dei suoi primi passi di politica estera fu quello di fornire ospitalità ai rappresentanti della Compagnia inglese delle Indie orientali, espulsi nel 1659 dal regno di Cambogia dopo l'invasione dei sud-vietnamiti capeggiati da Nguyễn Phúc Tần. Fu così che gli inglesi tornarono ad Ayutthaya, dalla quale erano stati allontanati nel 1632 per non aver pagato dei debiti.

### Campagne contro i birmani
Dal 1659 al 1661, truppe cinesi della dinastia Qing entrarono due volte in Birmania e cinsero d'assedio la capitale Ava per arrestare Zhu Youlang, l'ultimo imperatore dei lealisti Ming meridionali che vi aveva trovato rifugio. Questi eventi spinsero il re di Lanna, vassallo dei birmani, a chiedere protezione ad Ayutthaya nel timore di cadere sotto il controllo cinese. Nel 1660 Narai inviò delle truppe ma con il ritiro dei cinesi, che avevano catturato Zhu Youlang e lo avevano portato a Pechino, Chiang Mai si sottomise nuovamente ai birmani e le truppe di Ayutthaya furono costrette a ritirarsi dopo aver occupato Lampang.
Lo stato di instabilità in cui si trovava la Birmania indusse Narai a invadere nuovamente il Regno Lanna alla fine del 1661. Il re guidò a nord un esercito di circa 100 000 uomini, il più grande mai impiegato da Ayutthaya nelle campagne contro Lanna. Furono conquistate Lamphun, Lampang e nel marzo del 1662 la capitale Chiang Mai, venne quindi respinta la controffensiva dei birmani. Quello stesso anno, la crisi birmana sfociò in una rivolta dei mon di Martaban, che chiesero e ottennero la protezione di Narai. Dopo aver respinto un attacco delle truppe di Ava, l'esercito di Ayutthaya invase il sud della Birmania, occupando Martaban, Rangoon e Pegu. La successiva avanzata a nord verso la capitale Ava fu interrotta per l'esaurimento delle scorte e la contemporanea carestia che stava flagellando il Paese. Fu quella l'ultima grande invasione della Birmania da parte dei siamesi, che poco dopo persero il controllo dei territori conquistati sia ad ovest che nel territorio Lanna.
Secondo fonti birmane, i thai conquistarono Chiang Mai in territorio Lanna, nonché Tavoy e Martaban nella bassa Birmania, ma non c'è menzione dell'avanzata a nord dei siamesi. Secondo tali fonti, alla fine del 1662 i birmani ripresero il controllo dei territori a sud, mentre Chiang Mai si ribellò ed espulse le truppe di Ayutthaya due anni dopo.

### Concessioni ai francesi

#### Eccessiva influenza degli olandesi
Le crescenti ingerenze della Compagnia olandese delle Indie orientali nell'economia e nella politica stavano destando preoccupazioni in Siam. Gli olandesi avevano da quarant'anni una posizione di egemonia negli scambi commerciali nel Paese, ma i decreti promulgati dai re Songtham e Prasat Thong li avevano privati di diversi privilegi. Non riuscendo a riaverli, operarono nel 1664 un blocco navale alle foci del Chao Phraya. Narai non disponeva di una flotta in grado di resistere e fu costretto a siglare un patto che consegnava grandi poteri commerciali agli olandesi. In virtù degli accordi, ai cittadini della Repubblica delle Sette Province Unite che avessero commesso un crimine in Siam veniva garantito il diritto di extraterritorialità.

#### Missione cattolica francese in Siam
Narai ricorse alla Francia per contrastare l'influenza degli olandesi, anche per la rinuncia degli inglesi, i cui stabilimenti ad Ayutthaya non garantivano sufficienti introiti, e dei portoghesi, la cui vecchia posizione di prestigio in Asia era in evidente declino. Nel 1664, il vescovo di Beirut Pierre Lambert de la Motte giunse ad Ayutthaya, seguito negli anni successivi dal vescovo di Eliopoli François Pallu e altri missionari gesuiti. Il padre Thomas, ingegnere gesuita, fece costruire diverse fortezze lungo il Chao Phraya, tra cui quelle di Thonburi e della vicina Bang Makok, l'odierna Bangkok. Fece inoltre costruire il Narai Ratchaniwet, nuovo palazzo reale a Lopburi, dove Narai spostò la capitale nel timore di nuovi attacchi fluviali della flotta olandese.
Fu dato il permesso ai missionari francesi di stabilirsi nel regno e di costruire chiese. L'accoglienza loro riservata da Narai illuse i missionari di potere convertire al cattolicesimo il re e l'intero regno, ma alla fine solo alcuni popolani si sarebbero convertiti. Al ritorno in Francia, il vescovo Pallu fece un rendiconto della missione in Siam al papa Alessandro VII e al re Luigi XIV, ed entrambi sovvenzionarono i gesuiti per potenziare la missione. Nello stesso periodo, musulmani provenienti dal vicino Sultanato di Aceh, da lungo tempo in amichevoli rapporti con i siamesi, cercarono invano di convertire Narai alla loro religione. Nel 1669, il nuovo papa Clemente IX inviò alcuni gesuiti per comunicare che sotto la giurisdizione della chiesa di Ayutthaya erano stati assegnati i cattolici dell'intera Indocina. In quegli anni, Narai ricevette più volte le personalità cattoliche del regno, alle quali concedette l'istituzione di una nuova colonia cattolica a Lopburi e la fondazione di un seminario ad Ayutthaya.

#### Influenza politico-commerciale francese
Nel 1664 fu fondata la Compagnia francese delle Indie Orientali per competere con le omologhe compagnie britanniche e olandesi. Ideata da Jean-Baptiste Colbert, fu istituita da re Luigi XIV. Nel 1668 la Compagnia aprì una succursale a Surat Thani, nel sud del Siam. Nel 1675 giunse ad Ayutthaya al seguito di una nave inglese l'avventuriero greco Constantine Phaulkon di Cefalonia, a quel tempo possedimento della Repubblica di Venezia nel Mar Ionio. Nel giro di pochi anni entrò nelle grazie del phraklang, il ministro del commercio del regno, e fu nominato sovrintendente agli affari esteri con il titolo nobiliare Wijaiyen. Il successo che aveva ottenuto suscitò il risentimento degli inglesi, con i quali Phaulkon entrò in attrito privilegiando i rapporti con i francesi. Nel 1676 arrivò M. Cherboneau, il primo medico missionario francese in Siam; dopo un periodo in cui fu assegnato a un ospedale di Ayutthaya, fu nominato governatore di Phuket, carica in cui fu succeduto dall'altro francese M. Billi.
Nel 1680 alcuni ufficiali della Compagnia francese delle Indie Orientali furono ricevuti da Narai, che permise loro l'apertura di una succursale ad Ayutthaya garantendo grandissimi privilegi. Alla fine di quello stesso anno salpò da Ayutthaya la prima ambasciata siamese in Europa, diretta alla corte di re Luigi XIV con a bordo tre ambasciatori di alto rango, 30 accompagnatori, regali di grande valore e una lettera di Narai indirizzata al sovrano francese, ma la nave affondò prima di arrivare. La successiva missione diplomatica siamese in Europa riuscì ad arrivare e fu ricevuta nel 1684 alla corte del re Sole. L'anno successivo arrivò ad Ayutthaya la prima missione inviata dal re Sole, capeggiata da Alexandre de Chaumont, che ottenne nuovi privilegi per i francesi tra cui il monopolio per lo sfruttamento delle miniere di stagno di Phuket e la cessione di Singora, l'odierna Songkhla. Al loro ritorno, i francesi portarono con sé i diplomatici della terza ambasciata siamese alla corte del re Sole, che chiesero e ottennero dal sovrano l'invio di militari francesi da schierare nelle fortezze siamesi.

### Conflitto con gli inglesi e arrivo di truppe francesi
I rapporti tra Narai e gli inglesi si deteriorarono nel corso degli anni, anche per il ruolo che ebbe Phaulkon, diventato il ministro più importante di Narai e sempre più ostile nei confronti degli inglesi. La frattura dei rapporti tra il Siam e la Compagnia inglese delle Indie orientali si verificò nel 1685, quando membri della Compagnia di stanza ad Ayutthaya non seppero gestire a dovere gli interessi del Siam nel corso di una disputa sorta tra lo stesso Siam ed il regno indiano di Golconda. Agli inglesi era stato in precedenza affidato il monopolio per gli scambi commerciali nell'importante porto di Mergui, a quel tempo facente parte del Siam; nel 1687 gli inglesi chiesero ad Ayutthaya un risarcimento per i danni sofferti nel corso del conflitto tra il Siam e Golconda, minacciando rappresaglie e il blocco navale del porto. Nel giugno di quell'anno, il governatore siamese della città fece affondare una nave inglese e fece uccidere o scappare gli inglesi residenti.
Nell'agosto di quello stesso anno, Narai dichiarò guerra alla Compagnia inglese delle Indie orientali e ne espulse tutti i membri, precisando di non sentirsi però in guerra con l'Inghilterra, i cui sudditi in Siam che non facevano parte della Compagnia non subirono ritorsioni. In quello stesso periodo giunse in Siam la nuova missione diplomatica francese capeggiata da Simon de la Loubère e Claude Céberet du Boullay, accompagnati da 1 400 soldati e 300 tecnici specializzati, oltre a nuovi missionari cattolici. Le truppe, comandate dal maresciallo di Francia Desfarges, furono distribuite nelle fortezze siamesi di Mergui e Bang Makok, l'odierna Bangkok, e costituirono un deterrente contro i propositi di rivalsa degli inglesi, i quali, quando giunsero con i nuovi incaricati di amministrare Mergui, trovarono un nuovo governatore e truppe francesi e furono portati a Lopburi, dove furono imprigionati.
Vennero firmati anche nuovi accordi commerciali con i diplomatici del re Sole i quali, in virtù del suo operato filo-francese, conferirono a Phaulkon i titoli di conte e di cavaliere dell'Ordine di San Michele, oltre a consegnargli preziosi regali del sovrano e di papa Innocenzo XI. Quando Céberet tornò in Francia nel gennaio del 1688, portò con sé gli inviati di una nuova ambasciata siamese, ma anche questa nave affondò prima di arrivare.

### Istanze anti-francesi in Siam
Le concessioni che Narai fece ai francesi gli attirarono il risentimento di larghe fasce dell'aristocrazia siamese. I militari francesi si resero protagonisti di deprecabili episodi con la popolazione locale e nacque un profondo sentimento anti-francese in tutti gli strati sociali del popolo. Come non era mai successo prima, il Siam era pieno di stranieri e i soldati francesi presidiavano le principali fortezze. Il primo ministro era un greco e la guerra con gli inglesi destava preoccupazioni. A questi fattori si aggiunsero i pregiudizi religiosi destati dal diffondersi del cattolicesimo. Si temeva che Narai si convertisse come aveva fatto il figlio da lui adottato, l'erede al trono principe Phra Piya. Phaulkon diffondeva apertamente la nuova religione, era ritenuto responsabile della guerra con gli inglesi e stava diventando sempre più impopolare.
A capo delle istanze nazionalistiche si pose il generale Phra Phetracha, comandante della divisione degli elefanti da guerra distintosi nelle campagne contro i birmani. Uomo di umili origini, era cresciuto con Narai e ne era diventato uno dei favoriti. Phetracha odiava Phaulkon e si diceva che il suo violento figlio Luang Sorasak avesse picchiato il ministro greco.

### Fine di Narai e della dinastia di Prasat Thong
La salute di Narai fu sempre minata da varie malattie e negli ultimi anni di vita peggiorò con frequenti attacchi di tosse asmatica. Nel marzo del 1688 ebbe un ulteriore e grave peggioramento quando era a Lopburi e Phetracha guidò quindi la cosiddetta rivoluzione del 1688 dopo essersi fatto nominare reggente - contro il parere dell'ormai inerme Narai - dagli ufficiali dell'esercito che lo appoggiavano. Tra i possibili eredi al trono vi erano due fratelli del re e un figlio adottivo, il principe Pi Mom; Phetracha screditò prima i due fratelli accusandoli di aver appoggiato una rivolta ad Ayutthaya di immigrati makassaresi e subito dopo ordinò l'assassinio di Pi Mom. Fece quindi arrestare Phaulkon con l'accusa di tradimento e dopo un processo sommario lo fece giustiziare il 5 giugno 1688.
Le truppe francesi comandate da Desfarges non furono mandate a Lopburi, come era stato loro richiesto, ma si asserragliarono nella fortezza di Bang Makok. Il reggente ordinò quindi di porre sotto assedio la fortezza e diede inizio alla persecuzioni dei cristiani in territorio siamese. Si pensa che Phetracha intendesse limitarsi a liberare il regno dall'influenza di Phaulkon e dei francesi, ma il figlio Luang Sorasak forzò i tempi facendo uccidere gli ultimi due fratelli di Narai rimasti in vita, che a loro volta morirono in un sacco di velluto e percossi con legno di sandalo. Due giorni dopo, l'11 luglio 1688, Narai morì e Phetracha usurpò il trono fondando la dinastia Ban Phlu Luang.

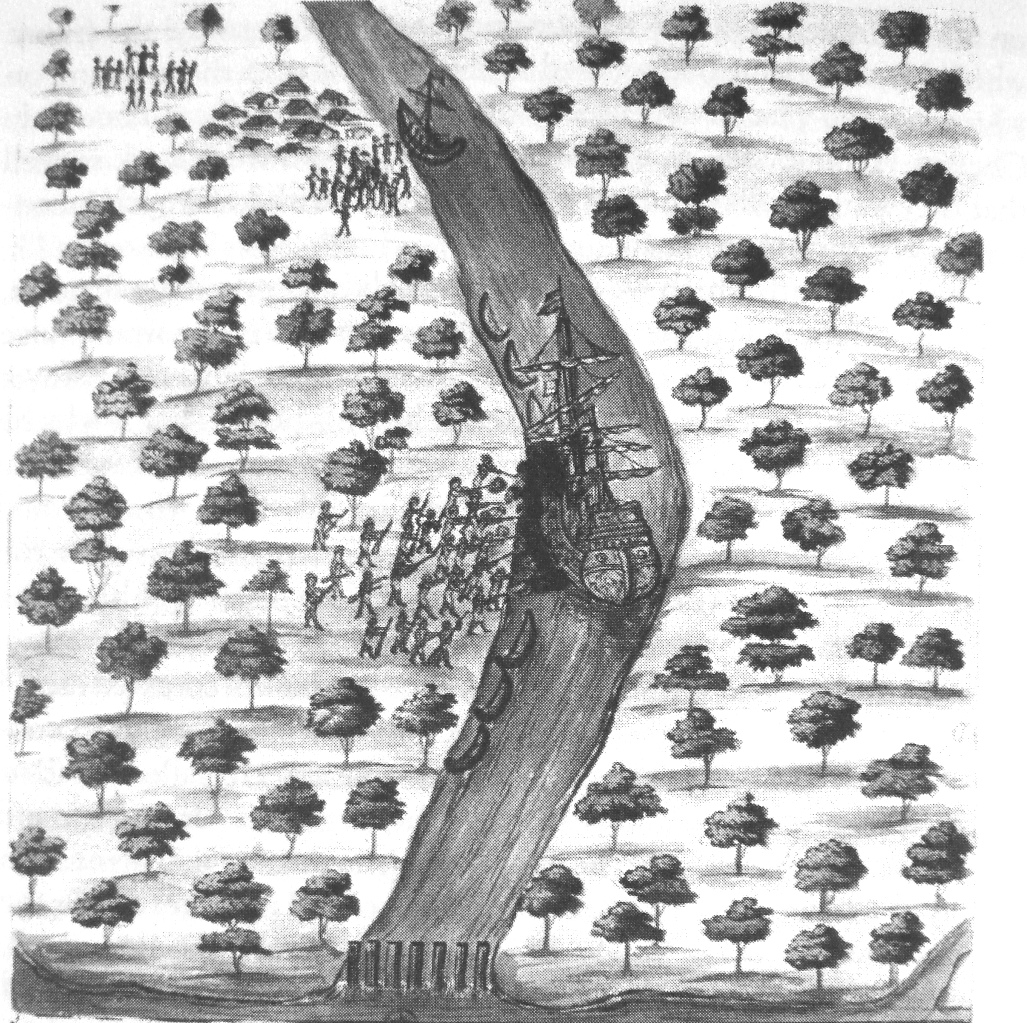
Attacco siamese alla guarnigione francese di Mergui

## Eventi successivi
Secondo i racconti di alcuni dei militari francesi di stanza in Siam, il primo attacco dei ribelli siamesi alle guarnigioni francesi era avvenuto nel giugno 1688 a Mergui, ed aveva costretto alla fuga i comandanti. Nell'assedio alla fortezza di Bangkok, comandata da Desfarges, furono impiegati 40 000 siamesi e oltre 100 cannoni, probabilmente con il supporto degli olandesi. Nella fortezza trovò rifugio la moglie nippo-portoghese di Phaulkon Maria Guyomar de Pinha, che fu consegnata ai siamesi il 18 ottobre per essere impiegata come schiava nelle cucine di Phetracha. La resistenza francese durò fino a novembre, quando Desfarges negoziò con i siamesi la ritirata e gli europei presero il mare il 13 del mese alla volta della colonia di Pondicherry.